# Urszula Kaczmarek (kulturoznawczyni)
Urszula Jadwiga Kaczmarek (ur. 14 czerwca 1948 w Oleśnie, zm. 19 marca 2003 w Poznaniu) – polska kulturoznawczyni, specjalizująca się w zakresie kultury środowisk polonijnych.

## Życiorys
W 1971 ukończyła studia polonistyczne i równocześnie Międzywydziałowe Studium Kulturalno-Oświatowe na Uniwersytecie im. Adama Mickiewicza w Poznaniu. W tym ostatnim pracowała od 1971, od 1976 była zatrudniona w nowo utworzonym Instytucie Kulturoznawstwa na Wydziale Nauk Społecznych UAM. W 1981 obroniła na Uniwersytecie Śląskim pracę doktorską Lewicowa krytyka literacka w latach trzydziestych dwudziestolecia międzywojennego (główne systemy i modele) napisaną pod kierunkiem Tadeusza Bujnickiego. 10 maja 1993 habilitowała się na Uniwersytecie im. Adama Mickiewicza w Poznaniu na podstawie rozprawy Kultura zbiorowości polonijnych Europy Środkowej 1945 - 1989 (Czechosłowacja, NRD, Węgry). 6 kwietnia 2001 uzyskała tytuł profesora.